# Ludwik I Pobożny

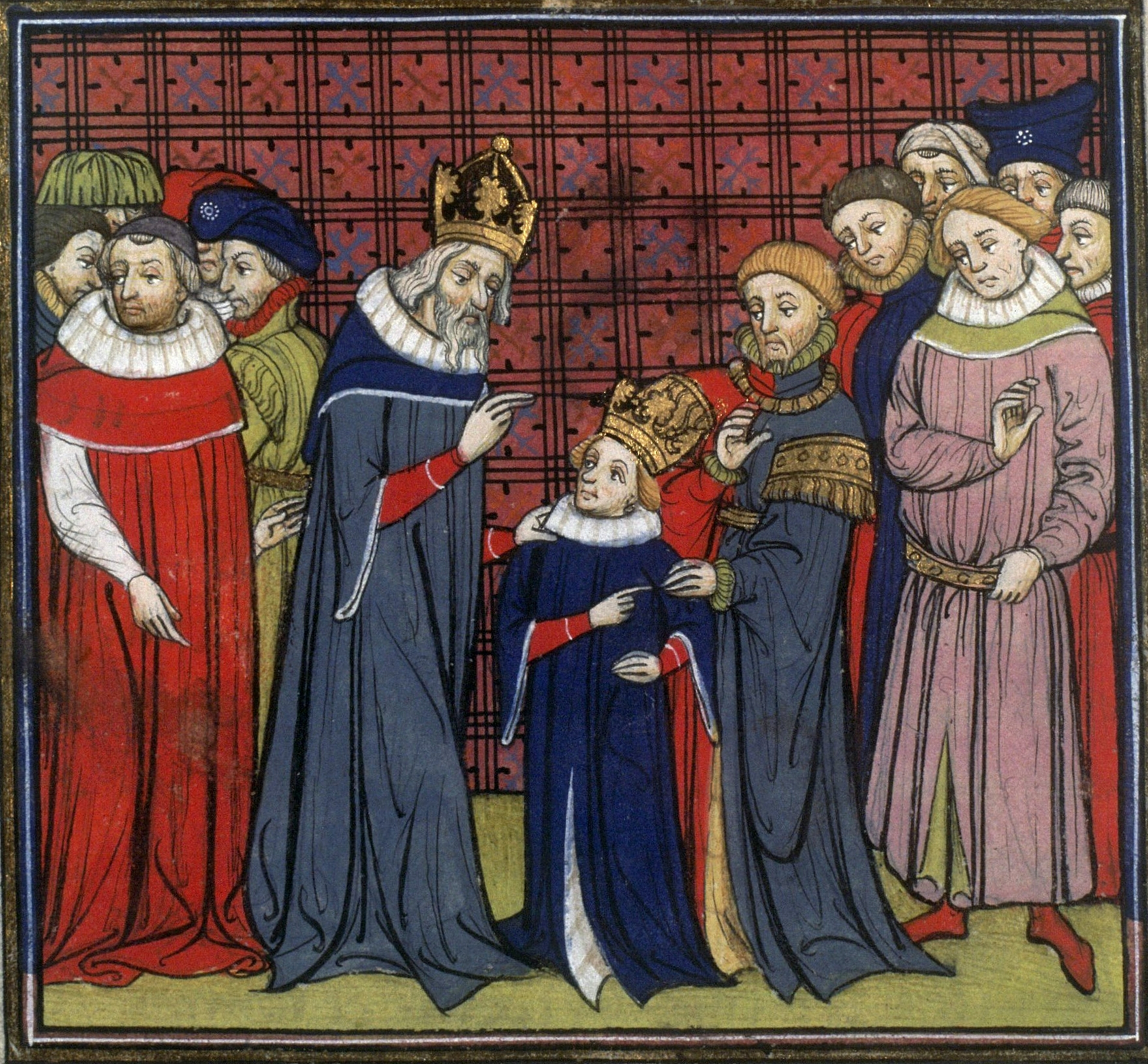
Karol Wielki i Ludwik Pobożny

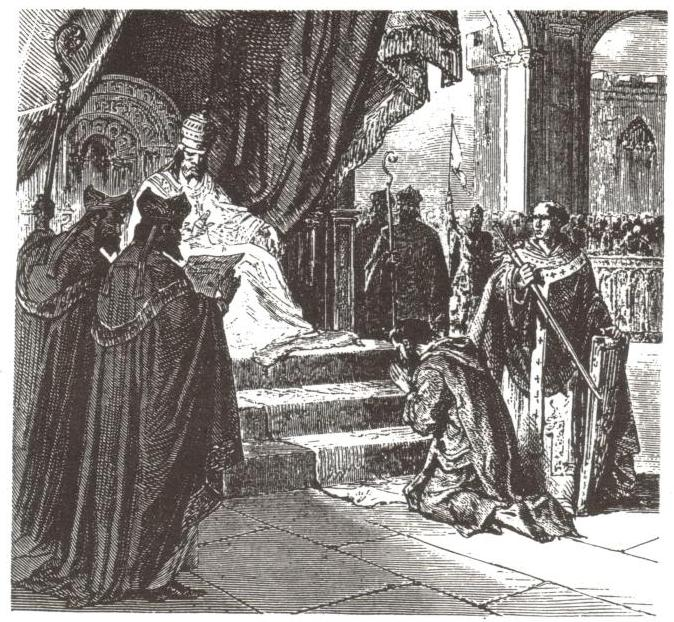
Pokuta Ludwika Pobożnego w Attigny

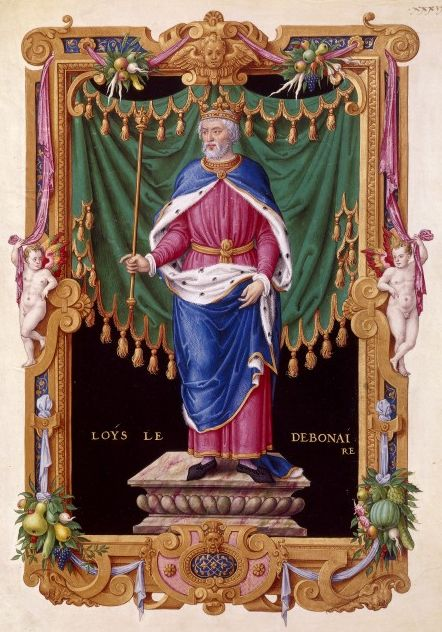
Ludwik I Pobożny

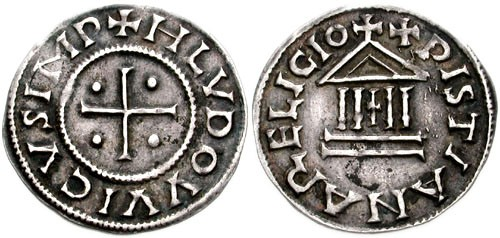
Denar Ludwika Pobożnego

Ludwik I Pobożny, fr. Louis I le Pieux (ur. latem 778 w Casseuil-sur-Garonne, zm. 20 czerwca 840 w Ingelheim am Rhein) – od 781 król Akwitanii, od roku 814 król Franków i cesarz rzymski, syn Karola I Wielkiego z dynastii Karolingów i jego żony Hildegardy.

## Wczesne lata życia
Jak podaje Einhard Ludwik urodził się w Cassinogilum (dziś Casseuil-sur-Garonne). Jego ojciec prowadził wówczas wyprawę wojenną za Pireneje, która zakończyła się pogromem tylnej straży w wąwozie Roncevaux. Południowe granice królestwa były zagrożone wyprawami Maurów. Dodatkowo nie była całkowicie ujarzmiona pograniczna prowincja Akwitania. W 781 Karol poszedł na kompromis z Akwitańczykami, tworząc podporządkowane sobie królestwo Akwitanii, na czele którego stanął właśnie 3-letni Ludwik, który rychło został wysłany do Akwitanii w otoczeniu dworu i regentów.
W 794 Karol Wielki przekazał synowi cztery dawne galo-rzymskie osady. Były to Doué-la-Fontaine we współczesnej Andegawenii, Ebreuil, Angeac-Charente, oraz Cassinogilum. Intencją Karola było, aby jego synowie zostali wychowani jak mieszkańcy podległych im obszarów, mieli nosić tamtejsze stroje i rządzić w zgodzie z miejscowymi zwyczajami. Dlatego też synowie Karola Wielkiego otrzymali królestwa w tak młodym wieku. Każde z tych królestw było ważną częścią obrony granic królestwa Franków. Akwitania sąsiadowała z emiratem Kordoby oraz nowo utworzoną Marchią Hiszpańską ze stolicą w Barcelonie, która wpadła w ręce Franków w 797. Dwa lata później muzułmanie odzyskali miasto. Ludwik zebrał armię i ruszył na miasto. Towarzyszyli mu Gaskończycy pod wodzą swojego księcia Sancha I, Prowansalczycy pod wodzą Leibulfa oraz Goci pod wodzą Bery. Armia Ludwika przekroczyła Pireneje i w 800 rozpoczęła oblężenie Barcelony, która ostatecznie padła w 801. Karol jednak nie dał swoim synom znacznej swobody w ich królestwach. Często również wysyłał ich na wyprawy wojenne z dala od ich królestw. Ludwik np. co najmniej raz prowadził kampanię wojenną w południowej Italii przeciwko Benewentowi.
Ludwik był jednym z czterech ślubnych synów Karola Wielkiego. Najstarszy z nich, Pepin Garbaty, zbuntował się przeciw ojcu i został umieszczony w klasztorze. Pozostało trzech synów, między których, zgodnie z tradycją, należało podzielić państwo. Braćmi Ludwika byli Karol Młodszy, król Neustrii i Pepin Longobardzki, król Italii, obaj starsi od Ludwika. W 806 Karol Wielki wydał Divisio Regnorum, w którym dzielił państwo między synów na 3 części. Testament miał formę układu z wielmożami frankijskimi, precyzował dokładnie granice podziałów, zasady władzy i podległości, dziedziczenia tronów, azylu itd. Karol miał zostać dziedzicem ojca jako cesarz oraz król Neustrii i Austrazji. Pepin miał otrzymać żelazną koronę Longobardów. Ludwik, oprócz Akwitanii, otrzymał Septymanię, Prowansję i część Burgundii.
Testament Karola Wielkiego nie wszedł jednak w życie. Jeszcze za jego życia zmarło dwóch najstarszych synów – Pepin w 810 i Karol rok później. W 813 Ludwik został koronowany na współcesarza i współregenta. Uroczystość ta odbyła się na zjeździe w Akwizgranie. Odtąd aż do XVI w. koronacje królów niemieckich odbywały się w Akwizgranie.

## Rządy samodzielne
Pełną władzę cesarską Ludwik przejął po śmierci ojca w 814, o której dowiedział się podczas pobytu w Doué-la-Fontaine. Natychmiast pospieszył do Akwizgranu, gdzie dopełnił wymaganych ceremonii. Zgromadzeni możni krzyknęli: Vivat Imperator Ludovicus!. Dodatkowo w 816 r. przyjął koronę cesarską w Reims z rąk papieża Stefana IV (V), stając się w państwie Franków najwyższym zwierzchnikiem cywilnym i duchowym równocześnie.
Ludwik odsunął doradców swego ojca i zastąpił ich ludźmi, którymi się otaczał władając Akwitanią. Wśród nich był opat klasztoru Wittiza św. Benedykt z Aniane, dawny kanclerz akwitański Ludwika, Helisachar oraz opat Saint-Denis, Hilduin. Po śmierci św. Benedykta, do grona doradców cesarskich dokooptowano Adalharda z Korbei oraz Walę. Obaj byli Karolingami. Ponadto ważną rolę w radzie Ludwika odgrywali Bernard, margrabia Septymanii, oraz Ebon, mianowany arcybiskupem Reims.
Ludwik I Pobożny kontynuował politykę ojca: skupił się na obronie granic zewnętrznych i wspierał działalność misyjną w krajach skandynawskich, stąd przydomek Pobożny. Napotykał jednak na coraz większe trudności w utrzymaniu spoistości państwa, wobec narastających dążeń i ambicji separatystycznych władców poszczególnych hrabstw, na jakie państwo podzielone zostało w 750.
Spektakularne zwycięstwo odniósł Ludwik nad swym bratankiem Bernardem, od roku 810 królem Longobardów, który w roku 817 wypowiedział stryjowi posłuszeństwo. Do Lombardii ruszyła ogromna armia cesarska. Zanim dotarła do Alp, Bernard skapitulował. Przybył do Chalon-sur-Saone i tu poddał się stryjowi. W przeprowadzonym tam procesie został skazany na oślepienie. W roku następnym zmarł.
Cesarz, jako osoba wręcz dewocyjnie pobożna, poczuł się winny śmierci bratanka. W 822 odbył nawet publiczną pokutę w Attigny przed papieżem Paschalisem I i innymi dostojnikami kościelnymi królestwa. Takie zachowanie bardzo osłabiło pozycję cesarza w państwie. Równie niebezpieczne okazało się uwolnienie z klasztornego odosobnienia Adalarda i Wali, kuzynów cesarskich, którzy zostali tam osadzeni za spiskowanie niedługo po rozpoczęciu rządów przez Ludwika.
Jeszcze w roku tryumfu nad Bernardem, Ludwik Pobożny wydał w Akwizgranie Ordinatio Imperii ustanawiając podział państwa między cesarskich synów. Pepin otrzymał we władanie Akwitanię, Ludwik Bawarię, a Lotar otrzymał resztę ziem i zwierzchnictwo nad młodszymi braćmi. Niebawem ojciec ogłosił Lotara współcesarzem, a w roku 823 papież Paschalis I koronował go w Rzymie na cesarza.

## Polityka zagraniczna
U progu panowania Ludwika trybutariuszami królestwa Franków byli Duńczycy, Obodryci, Słoweńcy, Bretończycy oraz Baskowie. W posłuszeństwie utrzymywała ich siła wojskowa monarchii Karolingów. W 816 doszło do pierwszej rebelii. Zbuntowali się Serbowie. Wkrótce do buntu przyłączyli się również Obodrzyci, którzy zawarli sojusz z Duńczykami. Słowianie zaczęli buntować się także na południowo-wschodnich kresach państwa. Tam Ljudevit, książę Panonii, zaatakował granicę na rzekach Drawie i Sawie. Margrabia Friuli Cadolah, ruszył przeciwko Ljudevitowi, ale zmarł w 820, podczas kampanii wojennej. Jego ziemie zostały wkrótce najechane przez Słowian. W 821 Frankowie zawarli sojusz z księciem Dalmacji Borną i Ljudevit uznał zwierzchnictwo Franków. Pokój na tych terenach trwał do 827, kiedy Ludwik Niemiecki (syn cesarza) musiał zmierzyć się Bułgarami pustoszącymi Panonię.
W Italii trwały walki o podporządkowanie Karolingom południa półwyspu, zwłaszcza księstwa Benewentu. Mimo kolejnych wypraw i ponawianych hołdów książąt Grimoalda IV i Sico I nie udało się Ludwikowi ostatecznie podporządkować sobie tego małego księstwa.
Na południowo-zachodnich kresach państwa problemy pojawiły się w 815, kiedy Seguin, książę Gaskonii, zbuntował się przeciw Ludwikowi. Został jednak szybko pokonany, a odebrana mu władza została przekazana jego bratu Lupusowi III. W 820 na zgromadzeniu w Quierzy-sur-Oise zadecydowano o wyprawie przeciwko Kordobie. Jednak dowodzący armią hrabiowie Hugon z Tours i Matfrid z Orleanu działali opieszale i wyprawa nie przyniosła żadnych rezultatów.

## Wojny domowe
Ordinatio Imperii z 817 nie zostało w pełni zrealizowane. W 818, gdy Ludwik wracał z wyprawy wojennej na Bretanię, dotarła do niego wieść o śmierci żony Ermengardy. Cesarz był bardzo do niej przywiązany i dworzanie musieli wiele miesięcy namawiać Ludwika do powtórnego ożenku. Ostatecznie drugą żoną cesarza została bawarska księżniczka Judyta. Urodziła mu wkrótce syna, Karola. Judyta i Ludwik zabiegali o dział dla niego, ale mogło się to stać kosztem któregoś ze starszych synów cesarskich. Tak doszło do konfliktu dynastycznego.
W 829 w Wormacji Ludwik nadał Karolowi tytuł króla (lub księcia) Alemanii. Nadanie to dokonało się kosztem działu Lotara. Na jego reakcję nie trzeba było długo czekać. Podburzany przez Walę i przy poparciu braci oskarżył cesarzową Judytę o cudzołożny związek z Bernardem z Septymanii, który miał również być ojcem Karola. Bernard pozostał jednak na cesarskim dworze, otrzymał nawet nowe zaszczyty. Dostojnicy kościelni jednak uciekli z dworu i dali swoje poparcie cesarskim synom. W 830 Wala oskarżył Bernarda o spisek na swoje życie. W odpowiedzi Pepin Akwitański zebrał w Gaskonii armię i przy poparciu magnatów z Neustrii ruszył na Paryż. Ludwik wracał właśnie z kolejnej wyprawy na Bretanię, kiedy znalazł swoje państwo w stanie wojny domowej. Ruszył natychmiast do Compiègne, gdzie został oblężony przez armię Pepina i wzięty do niewoli. Cesarzową Judytę zamknięto w klasztorze Św. Krzyża w Poitiers. Nieco później Ludwik podzielił los żony. Bernard uciekł do Barcelony.
Władzę w Cesarstwie przejął Lotar. Zaniepokojeni wzrostem siły starszego brata, Ludwik i Pepin zwrócili się przeciwko niemu. Lotar próbował ratować swoją pozycję zwołując zjazd możnych do Nijmegen. Możni przybyli, ale ze zbrojnymi pachołkami, i wymogli uwolnienie cesarza. W 831 Ludwik odzyskał wolność, a jego synowie padli mu do stóp. Pepin i Ludwik wyszli na rebelii najlepiej, gdyż otrzymali nowe nadania ziemskie. Lotar natomiast został pozbawiony godności współcesarza i wygnany do Italii. Wala usunął się do klasztoru.
Sprawa uposażenia Karola Łysego nadal jednak antagonizowała dom panujący. W 832 Pepin Akwitański został wezwany na dwór ojca. Spotkał się tam z chłodnym przyjęciem i obrażony odjechał do Akwitanii wbrew rozkazom ojca. Obawiając się kolejnej rebelii Ludwik nakazał wszystkim swoim siłom zebrać się w Akwitanii. Wtedy Ludwik Niemiecki wbrew rozkazom ojca zaatakował i umocnił się w Szwabii. Cesarz zdecydował się na krok radykalny. W 833 odebrał Pepinowi Akwitanię i nadał ją Karolowi. Równocześnie przekazał resztę państwa Lotarowi, który dotychczas trzymał się na uboczu, ale utrzymywał kontakty z Pepinem i Ludwikiem. W 833 bracia rozpoczęli kolejną rebelię.
Kiedy Ludwik Pobożny zbierał nową armię w Wormacji, Lotar ruszył na północ, a Ludwik Niemiecki na południe. Do spotkania miało dojść pod Rotfeld w Alzacji. Dotarły tam również wojska cesarskie, które jednak rozpierzchły się, nie podejmując walki. Ludwik Pobożny ponownie stracił władzę. Zamknięto go w klasztorze Saint-Denis w Soissons. Judytę umieszczono w Tortonie, a Karola w Prüm. W walce z ojcem wspierali Lotara biskupi: Ebon z Reims i Agobard z Lyonu. 13 listopada biskup Ebbo przewodził synodowi w Soissons, na którym zmusił Ludwika Pobożnego do przyznania się do wielu przestępstw. Takie postępowanie sprawiło, że możni Saksonii i Austrazji zwrócili się przeciw Lotarowi, który uciekł do Burgundii. 1 marca 834 Ludwikowi przywrócono władzę nad państwem. Lotar został zmuszony wycofać się do Italii. Ebon i Agobard utracili biskupstwa.
W 836 cesarz zawarł pokój z Pepinem i Ludwikiem. Lotar ponownie został pominięty przez ojca. Cesarz Ludwik uczynił również nowe nadanie dla Karola. W tym samym czasie na wybrzeża państwa Franków po raz pierwszy napadli wikingowie. W 837 popłynęli w górę Renu aż do Nijmegen, gdzie ich jarl Roryk zażądał odszkodowania za wikingów poległych w jednej z poprzednich wypraw. Silne wojska zebrane przez Ludwika zmusiły go do odwrotu. Po nich przyszli jednak następni najeźdźcy, pustosząc północne wybrzeża. W 838 zażądali nawet zwierzchnictwa nad Fryzją. Ludwik rozkazał zbudować flotę wojenną i wysłał swoich urzędników, aby umocnili frankijskie zwierzchnictwo nad Fryzami.
Rok 837 przyniósł koronację Karola na króla Alemanii i Burgundii. Karol otrzymał również część ziem Ludwika Niemieckiego. Spowodowało to bunt starszego syna. Cesarz podzielił więc państwo jeszcze raz. W Quierzy-sur-Oise przekazał Karolowi Bawarię. Wkrótce okazało się, że hojność Ludwika wobec najmłodszego syna nie znała granic. W 838 zmarł z przepicia Pepin Akwitański. Pomijając prawa jego syna a swojego wnuka, Pepina II, Ludwik przekazał Akwitanię Karolowi. Możni akwitańscy okrzyknęli jednak królem Pepina II. Kiedy Ludwik Pobożny zagroził interwencją zbrojną rozpoczęła się trzecia rebelia. Wiosną 839 Ludwik Niemiecki najechał Szwabię. Pepin i jego gaskońscy stronnicy doszli aż do Loary. Duńczycy natomiast po raz kolejny zaatakowali Fryzję.
Lotar, po raz pierwszy od dłuższego czasu, poparł stronę ojca. W zamian za przywrócenie mu dzielnicy poprzysiągł wierność cesarzowi. Ostatecznie cesarz nadał Ludwikowi Niemieckiemu Bawarię. Pepin II został wydziedziczony, a resztę państwa podzielono na część wschodnią i zachodnią. Lotar mógł wybrać, którą chce władać. Wybrał wschód (w tym Italię), zachód pozostawiając Karolowi. W 840 cesarz doprowadził do uznania Karola królem Akwitanii. Szczęśliwy Ludwik razem z Ludwikiem Niemieckim ruszyli natychmiast do Marchii Wschodniej. W lipcu cesarz powrócił do Frankfurtu. Ostatnia za jego życia wojna domowa dobiegła końca.

## Śmierć
Wkrótce po powrocie Ludwik poczuł się źle. Wiosną 840 przeniósł się do swojego myśliwskiego zamku w Ingelheim am Rhein nad Renem. Zmarł tam 20 czerwca 840, w obecności wielu biskupów i innych duchownych. Nie było przy nim cesarzowej Judyty i ich syna Karola. Wkrótce potem zadrażnienia między braćmi wywołały kolejną wojnę domową, która doprowadziła do rozpadu państwa Karola Wielkiego.
Ludwik Pobożny został pochowany w bazylice św. Piotra w Metz.

## Rodzina
Około 794/795 r. poślubił Ermengardę z Hesbaye (ok. 778 – 3 października 818), córkę hrabiego Ingermana z Hesbaye i Jadwigi z Bawarii. Ludwik i Ermengarda mieli razem trzech synów i trzy córki:
- Lotar I (795 – 29 września 855), cesarz
- Pepin I (797 – 13 listopada/13 grudnia 838), król Akwitanii
- Rotruda (800 – ?)
- Hildegarda lub Matylda (ok. 802 – ?), żona hrabiego Geralda z Owernii, miała dzieci
- Ludwik II (804 – 28 września 876), król Franków Wschodnich

W 819 w Akwizgranie poślubił Judytę Bawarską (805 – 19 lub 23 kwietnia 843), córkę hrabiego Welfa i Jadwigi, kobiety z możnego saskiego rodu. Ludwik i Judyta mieli razem syna i córkę:
- Gisela (820 – 5 lipca 874), żona księcia Eberharda z Friuli, miała dzieci
- Karol II Łysy (13 czerwca 823 – 5/6 października 877), król Franków Zachodnich, cesarz

Ze związku z Theodeliną z Sens Ludwik miał dwoje nieślubnych dzieci:
- Arnulf z Sens
- Alpais